# Acer davidii
Acer davidii là một loài thực vật có hoa trong họ Bồ hòn. Loài này được Franch. mô tả khoa học đầu tiên năm 1885.

## Hình ảnh

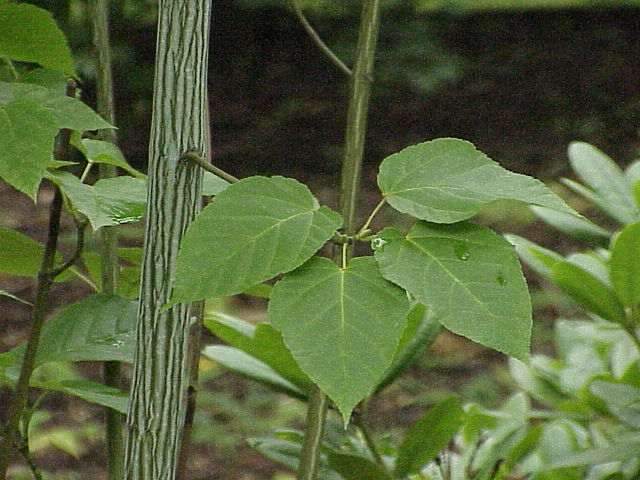
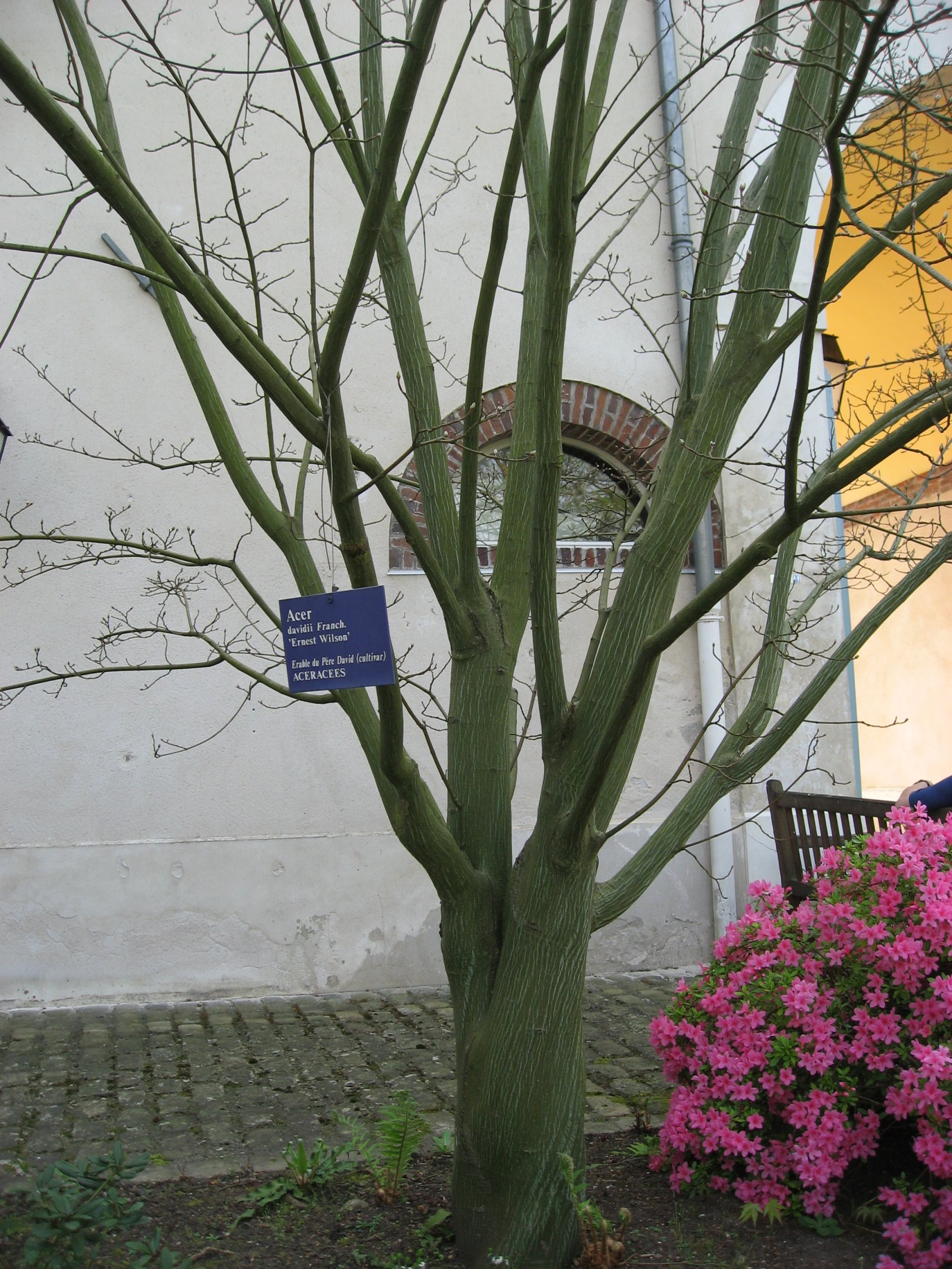
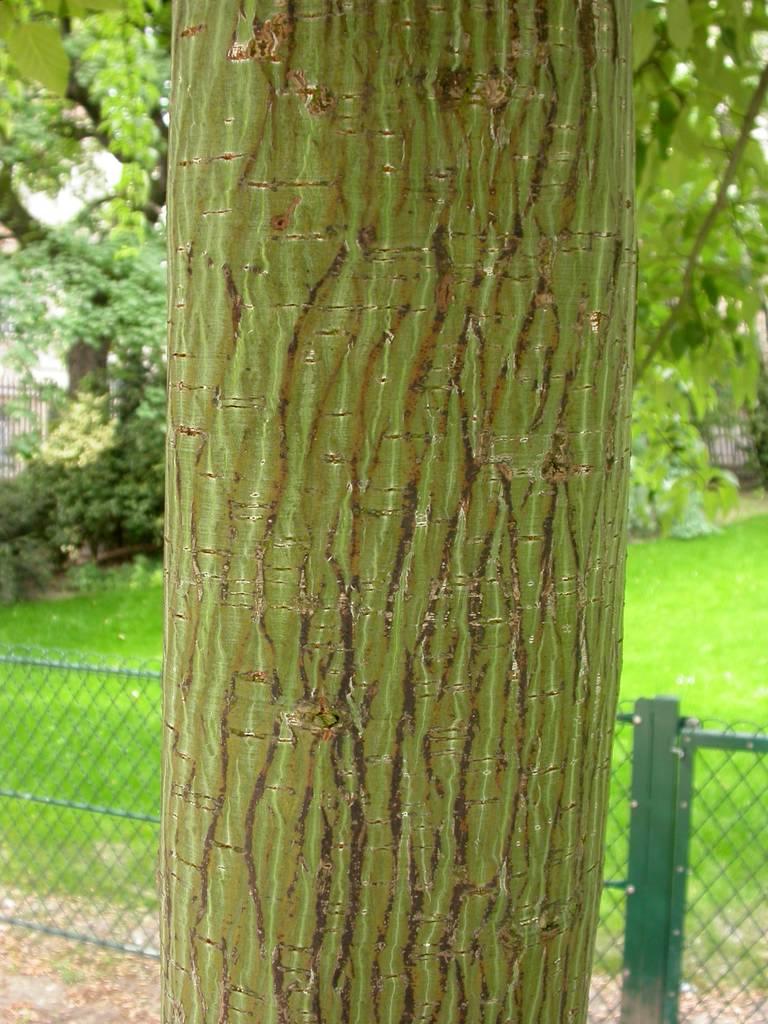
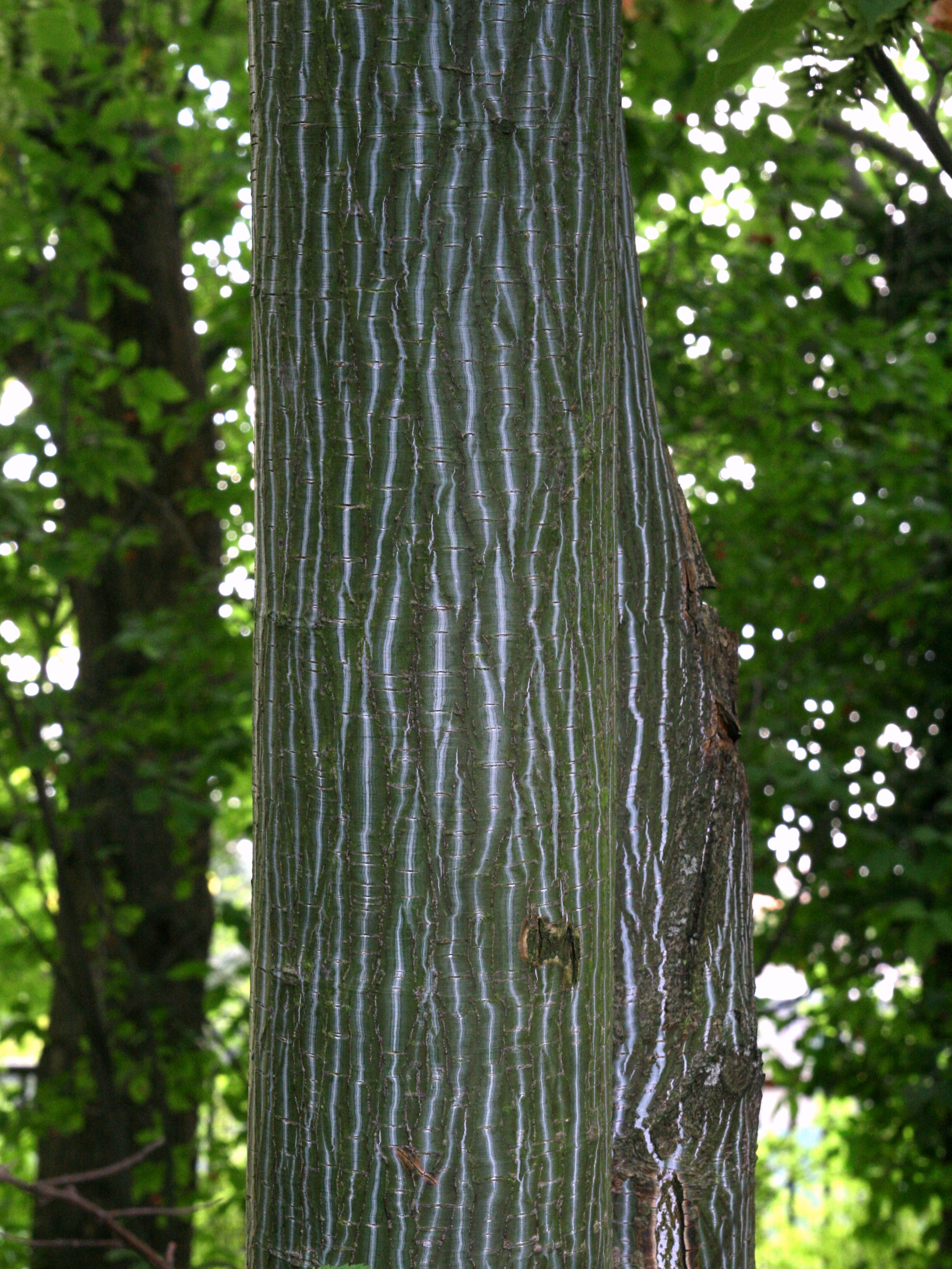